# Нотис (судноплавство)
Нотис (англ. notice) — письмове повідомлення про готовність судна до навантаження чи розвантаження. Це повідомлення вручається капітаном судна або морським агентом відправникові або одержувачеві вантажу. Нотис подається в письмовій формі, і порядок його подачі регламентується умовами чартерів. Капітаном судна подається нотис для повідомлення про готовність судна до вантажно-розвантажувальних робіт.
У деяких випадках, нотис може бути не письмовим а усним — радіонотис, подається капітаном, з інформацією судна про підхід його до порту.
Законодавством України, передбачено вручення нотиса капітану судна при обов'язковому лоцманському проведенні судна.

## Опис
В СРСР вантажні операції виконувалися безпосередньо портом і нотис вручався адміністрації порту.
При наявності декількох портів навантаження або розвантаження судновласник зобов'язаний подати нотис, як в першому, так і у всіх наступних портах вантаження і розвантаження. За нормами загального права Великої Британії вимога подачі нотиса про готовність відноситься тільки до першого порту розвантаження.
Нотис може бути обумовлений за 10 календарних днів, але може передбачати лише робочі дні. У цьому випадку з періоду нотису виключаються недільні та святкові дні, і кількість календарних днів таким чином збільшується. Так, якщо нотис дається за 10 робочих днів, то фактично з урахуванням одного, а можливо і двох недільних днів, або з урахуванням субот капітан зобов'язаний дати нотис за 11-14 календарних днів, або навіть більше.